# Latécoère 300
Sê-ri máy bay Latécoère 300 là một nhóm các tàu bay dân sự/quân sự. Do hãng Latécoère ở Pháp chế tạo vào thập niên 1930. Chỉ có một chiếc Latécoère 300 được chế tạo, nó bay lần đầu vào năm 1931 và chìm cùng năm. Nó được làm lại và bay lại vào năm 1932, được đặt tên là Croix du Sud. 300 là một loại máy bay một tầng cánh, có cấu trúc hình dạng kiểu cánh hải âu. Nó được trang bị 4 động cơ, mỗi chiếc có công suất 650 hp,.

## Biến thể

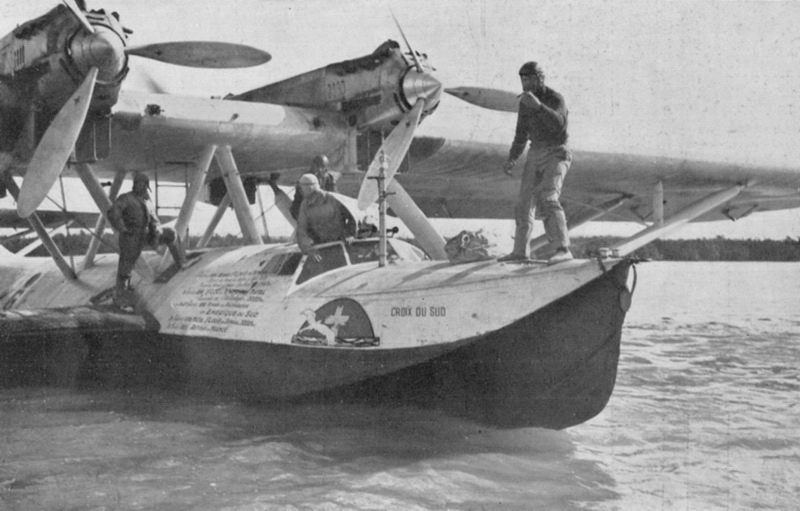
Chiếc Croix-du-Sud

Laté 300
Laté 301
Laté 302

## Quốc gia sử dụng
Pháp
- Air France
- Hải quân Pháp

## Tính năng kỹ chiến thuật (Laté 302)
Dữ liệu lấy từ Warplanes of the Second World War, Volume Five, Flying Boats
Đặc điểm tổng quát
- Kíp lái: 8
- Chiều dài: 26,16 m (85 ft 9½ in)
- Sải cánh: 44,01 m (144 ft 4¼ in)
- Chiều cao: 7,98 m (26 ft 2⅛ in)
- Diện tích cánh: 258 m² (2.755,6 ft²)
- Trọng lượng rỗng: 14.340 kg (31.548 lb)
- Trọng lượng có tải: 24.050 kg (52.911 lb)
- Động cơ: 4 × Hispano-Suiza 12Ydrs2, 694 kW (930 hp)  mỗi chiếc

 Hiệu suất bay 
- Vận tốc cực đại: 240 km/h (130 hải lý trên giờ (240 km/h), 149 mph (240 km/h)) trên độ cao 2.000 m (6.560 ft)
- Vận tốc hành trình: 185 km/h (100 hải lý trên giờ (190 km/h), 115 mph (185 km/h))
- Tầm bay: 3.300 km (1.783 nm, 2,050 mi (3,299 km))
- Trần bay: 5.000 m (16,400 ft (4,999 m))
- Tải trên cánh: 93,2 kg/m² (19,2 lb/ft²)
- Công suất/trọng lượng: 0,11 kW/kg (0,070 hp/lb)
- Thời gian bay: 20 giờ ở vận tốc 150 km/h (93 mph)
- Lên độ cao 2.000 m (6.560 ft): 12,5 phút

Trang bị vũ khí

- Súng: Súng máy Darn 7.5 mm (0.3 in)
- Bom: 4 quả bom 75 kg (165 lb)